# 1965 год в науке
В 1965 году были различные научные и технологические события, некоторые из которых представлены ниже.

## События
- Январь — вышел в свет первый номер журнала «Земля и Вселенная».
- Январь — вышел в свет первый номер журнала «Palaeogeography, Palaeoclimatology, Palaeoecology».
- 20 мая — создано Международное агентство по изучению рака[1]
- 30 мая — полное солнечное затмение (максимальная фаза 1,0544)[2].
- 14 июня — частное лунное затмение в южном полушарии (фаза 0,17)[3].
- 23 ноября — кольцеобразное солнечное затмение (максимальная фаза 0,9656)[4].
- 8 декабря — полутеневое лунное затмение в экваториальной зоне Земли (фаза −0,13)[3].

## Достижения человечества

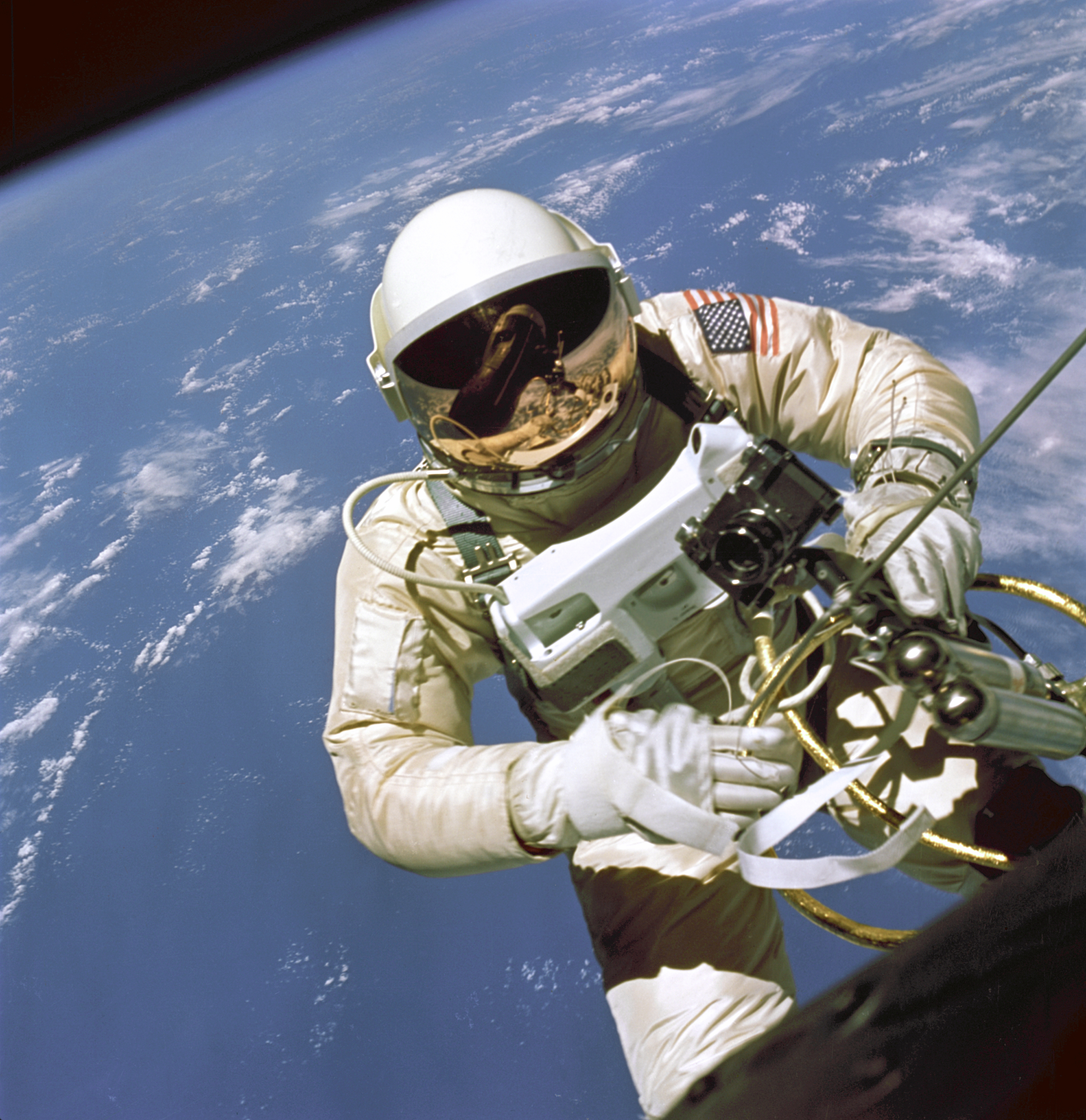
Эдвард Уайт выполняет выход в открытый космос

- 15 января — проект «Чаган» («Испытание 1004»), первый советский промышленный термоядерный взрыв, произведённый на территории Семипалатинского испытательного полигона.
- 18 марта — советский космонавт Алексей Архипович Леонов совершил первый в истории человечества выход в открытый космос с борта космического корабля «Восход-2».
- 23 марта — Джемини III совершил первый пилотируемый полёт по программе Джемини. Первый орбитальный манёвр, совершённый пилотируемым аппаратом.
- 9 мая — осуществлён пуск ракеты-носителя «Молния», которая вывела на траекторию полёта к Луне АМС «Луна-5».
- 3 июня — Эдвард Уайт стал первым американским астронавтом, вышедшим в открытый космос. Выход был совершён во время полёта на корабле «Джемини IV».
- 5 ноября
  - Первый серийный теплоход типа «Заря» вышел на линию Калинин (Тверь) — Ржев.
  - Начат серийный выпуск подвесного лодочного мотора «Ветерок-8».
- 26 ноября — основан Московский институт электронной техники (ныне Национальный исследовательский университет «МИЭТ»), российский технический университет, базовый российский вуз по подготовке специалистов в области микроэлектроники.
- 4 декабря — первое сближение двух космических аппаратов Джемини VII с Джемини VI-А.
- 21 декабря — в СССР произведён запуск ИСЗ «Космос-101». Предназначался для калибровки наземных радаров.

### Открытия
- 18 сентября — комета Икэя — Сэки, C/1965 S1 (Ikeya — Seki), долгопериодическая комета, открытая японскими наблюдателями К. Икэя и Ц. Сэки.
- Арно Пензиас и Роберт Вудроу Вильсон из Bell Telephone Laboratories в Холмдейле (штат Нью-Джерси) экспериментально подтвердили существование реликтового излучения, с помощью радиометра Дикке.

### Изобретения

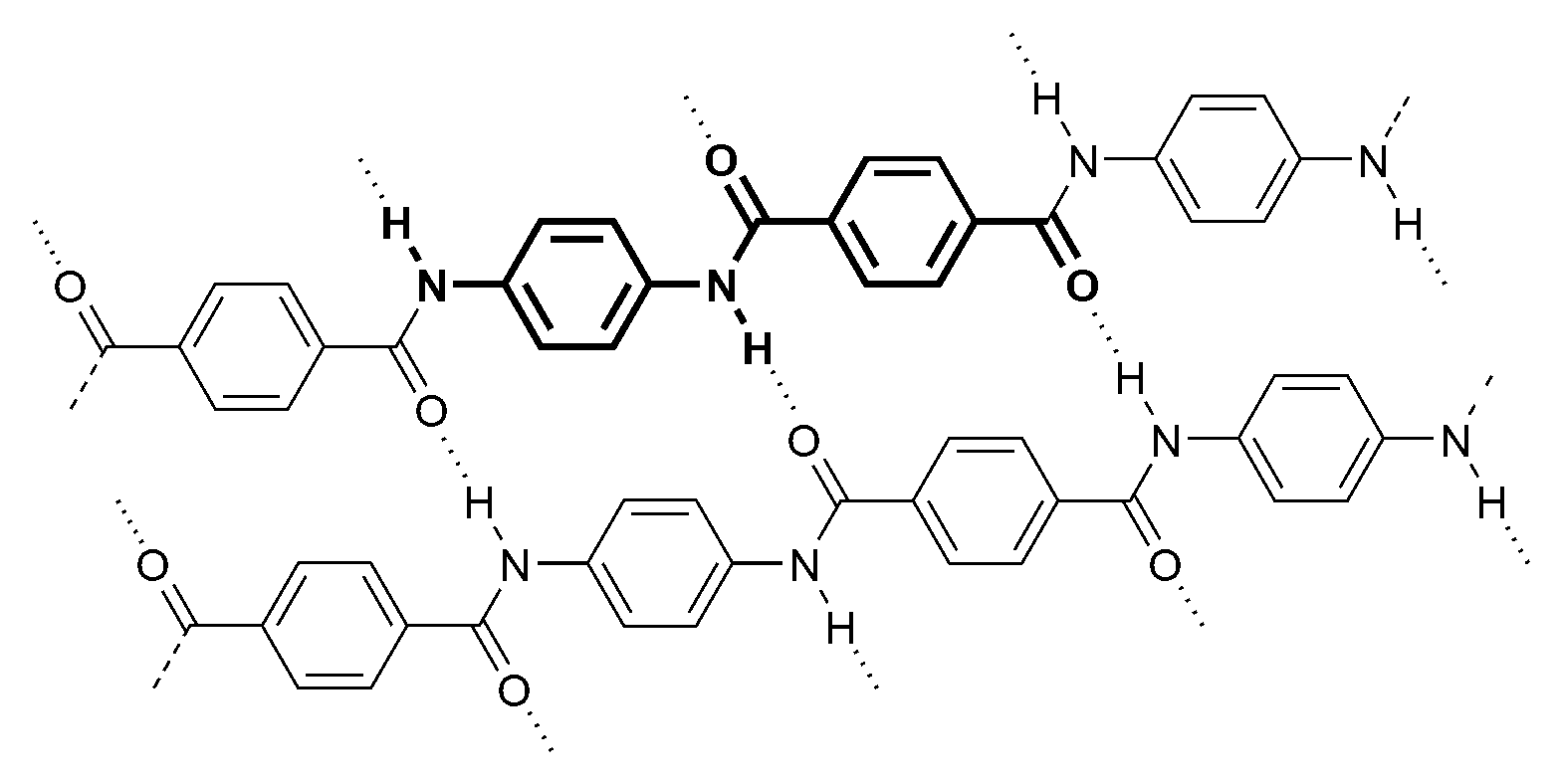
Структура кевлара

- Американской компанией DuPont разработан кевлар (англ. Kevlar), синтетическое волокно, обладающее высокой прочностью (в пять раз прочнее стали).

## Награды
Нобелевская премия
- Физика — Синъитиро Томонага, Джулиус Швингер, Ричард Филлипс Фейнман — «За фундаментальные работы по квантовой электродинамике, имевшие глубокие последствия для физики элементарных частиц».
- Химия — Роберт Бёрнс Вудворд, «За выдающийся вклад в искусство органического синтеза».
- Медицина и физиология — Франсуа Жакоб, Андре Львов, Жак Моно, «За открытия, касающиеся генетического контроля синтеза ферментов и вирусов».

Большая золотая медаль имени М. В. Ломоносова
- Говард Уолтер Флори, сэр (профессор, президент Королевского общества Великобритании) — за выдающийся вклад в развитие медицины.
- Николай Васильевич Белов — по совокупности работ в области кристаллографии.

Другие награды АН СССР
- Премия имени Н. Г. Чернышевского — Эвальд Васильевич Ильенков — советский философ, кандидат философских наук — за цикл работ по истории и теории диалектики[5].

## Родились
- 5 июня — Майкл Браун, профессор планетной астрономии в Калифорнийском технологическом институте.

## Скончались
- 14 марта — Дмитрие Леонида, румынский учёный энергетик, действительный член Румынской академии наук. Лауреат Государственной премии Румынии.
- 2 сентября — Михаил Николаевич Тихомиров, российский историк, академик Академии наук СССР.
- 4 сентября — Альберт Швейцер, немецкий теолог и врач, лауреат Нобелевской премии мира (род. 1875).
- 15 сентября — Василий Васильевич Струве, крупнейший советский востоковед-марксист (египтолог и ассириолог).
- 12 октября — Пауль Герман Мюллер, швейцарский химик, лауреат Нобелевской премии по физиологии и медицине в 1948 году «за открытие высокой эффективности ДДТ как контактного яда» (род. 1899).
- 22 октября — Пауль Тиллих (Paul Johannes Tillich), немецко-американский протестантский теолог и философ (род. 1886).